# Willigis Jäger
Willigis Jäger OSB (ur. 7 marca 1925 w Hösbach, zm. 20 marca 2020 w Holzkirchen) – niemiecki benedyktyn i mistrz zen. Do 2009 roku (jako Ko-un Rōshi) pełnił funkcję mistrza zen w tradycji zen Sanbō-Kyōdan. W tym samym roku po opuszczeniu szkoły Sanbō-Kyōdan założył niezależną, ponad-wyznaniową linię zen Pusta Chmura, której siedziba znajduje się w Benediktushof w Holzkirchen w powiecie Würzburg.

## Działalność
Odbył studia filozoficzne i teologiczne w Niemczech. W 1952 roku przyjął święcenia kapłańskie w opactwie benedyktynów w Münsterschwarzach (RFN) i do 1964 roku był nauczycielem w gimnazjum benedyktyńskim w Würzburgu oraz pracował w katolickich organizacjach misyjno-charytatywnych (Missio i Misereor).
Miał za sobą dwunastoletni trening zen w Niemczech i w Japonii (w Kamakura), gdzie pod kierunkiem rōshiego Yamada Koun osiągnął oświecenie i został nauczycielem szkoły zen Sanbō-Kyōdan. W 1996 roku Jäger otrzymał od rōshiego Kuboty Akiry, następcy rōshiego Yamady Kouna potwierdzenie bycia mistrzem zen oraz 87. następcą Buddy Siakjamuniego.
Założył w Würzburgu ośrodek kontemplacji i medytacji – Dom św. Benedykta, którym przez wiele lat kierował. Zdaniem założyciela jest to „centrum drogi duchowej”, „ponad-wyznaniowe miejsce spotkań dla wszystkich poszukujących”.
W 2009 roku oficjalnie opuścił szkołę Sanbō-Kyōdan i założył własną linię zen Pusta Chmura której siedziba znajduje się w Benediktushof w Holzkirchen koło Würzburga. W październiku tego samego roku w chińskim klasztorze Bailin otrzymał przekaz Dharmy od mistrza chan Jing Hui. Tym aktem Jäger został uznany 45-tym spadkobiercą szkoły chan Linji.  
22 sierpnia 2010 roku Willigis Jäger ustanowił swoich wieloletnich uczniów – Doris Zölls oraz Alexandra Poraj-Żakieja – swoimi następcami i mistrzami zen stworzonej przez siebie linii zen Pusta Chmura.
Od roku 2011 działa w Polsce fundacja imienia Willigisa Jägera Mądrość Wschodu i Zachodu

## Poglądy
Uważał on, że nikt nie musiałby iść w kierunku wschodnich religii, gdyby w mistyce chrześcijańskiej istniał ich odpowiednik. Chrześcijaństwo jednak powoli odeszło od szacunku dla swojego własnego mistycyzmu, który stracił swą dawną wagę. Jäger twierdził, że stara się tylko przywrócić mistyce chrześcijańskiej jej dawny blask i odnowić ją poprzez pokazanie jej związków z mistyką dalekiego Wschodu.

## Kontrowersje
Teologia Jägera była w wielu punktach niezgodna z teologią katolicką (cytaty z „Fala jest morzem”):
- W. Jäger twierdził, że mistyczne zjednoczenie między Bogiem a człowiekiem znosi wszelkie różnice między nimi. Jest to podejście charakterystyczne dla religii Wschodu, teologia katolicka głosi jednak, że stosunek między Bogiem a człowiekiem jest miłością dwóch odrębnych bytów – człowiek pozostaje człowiekiem, a Bóg Bogiem.

- Boga u Jägera trudno nazwać Bogiem osobowym:

To, co nazywamy Bogiem, rozwija się jak wachlarz w ewolucji. To my jesteśmy epifanią Boga. Tylko nie potrafimy poznać naszej prawdziwej tożsamości. My nie odpadliśmy od Pierwszej Rzeczywistości, jak chce tego koncepcja grzechu pierworodnego. My tylko zapomnieliśmy, że pochodzimy z tej rzeczywistości i nigdy z niej wypaść nie możemy („Fala jest morzem”, str. 74)

- Bóg jest raczej odpowiednikiem hinduskiego Brahmana:

Istnieje tylko Bóg, albowiem Bóg sam jest bytem. I wszystko, co jest, jest przejawem bytu, niejako skupionym bytem („Fala jest morzem”, str. 52)

- Jäger zupełnie inaczej interpretuje sens śmierci Chrystusa:

Jezus nie rozumiał swojej śmierci jako śmierci odkupieńczej. (...) W całej metaforyce krwi i odkupienia trudno znaleźć jakiś sens („Fala jest morzem”, str. 88).

Znaczenie Jezusa polega: 

na tym, że wskazał nam drogę do doświadczenia jedności z boską prazasadą, nie zaś na jego śmierci na krzyżu  („Fala jest morzem”, str. 23)

W 2001 Kongregacja Nauki Wiary zabroniła zakonnikowi wszelkiej działalności publicznej. Początkowo dostosował się on do wyroku, jednak po kilku miesiącach postanowił powrócić do nauczania dróg mistyki chrześcijańskiej. Został zatem w lipcu 2002 urlopowany na 3 lata przez swojego przełożonego, opata Fidelisa Rupperta i odsunięty od pełnienia posługi kapłańskiej.
Po tym wydarzeniu dalej wraz ze swoimi uczniami prowadził kursy zen i kontemplacje w Niemczech, Europie Zachodniej i USA, także w Polsce. Wiele publikował i podróżował z odczytami. 
W Polsce podobną działalnością (pokazywanie związków chrześcijaństwa i innych religii, w tym zen) zajmowali się benedyktyni w Lubiniu, jednak zaprzestali spotkań medytacyjnych od września 2006. Sesje zostały wznowione w 2007 roku.

## Pisma w tłumaczeniu na polski
- Rozmowy o codzienności (wspólnie z Alexandrem Poraj-Żakiejem), 2015, Wrocław, Wydawnictwo Fundacji Mądrość Wschodu i Zachodu, ISBN 978-83-941914-0-5
- O miłości, Warszawa, Czarna Owca, 2010, ISBN 978-83-7554-254-7
- Życie nigdy się nie kończy. O życiu, starości i śmierci, Warszawa, Jacek Santorski & Co. Wydawnictwo, 2007, ISBN 978-83-60207-71-2
- Fitness, wellness a duchowość, Warszawa, Jacek Santorski & Co. Wydawnictwo, 2007, ISBN 978-83-60207-57-4
- Tu i teraz – myśli na każdy dzień, Warszawa, Jacek Santorski & Co. Wydawnictwo, 2003 ISBN 83-88875-83-3
- Fala jest morzem. Rozmowy o duchowości, Warszawa, Jacek Santorski & Co. Wydawnictwo, 2002, ISBN 83-88875-18-3
- Fala jest morzem. Rozmowy o mistyce, Warszawa, Jacek Santorski & Co. Wydawnictwo, 2002, ISBN 83-88875-12-4
- Kontemplacja – droga chrześcijańska, Warszawa, Palabra, 1999, ISBN 8387596330
- Zen i religia (rozdział 6 w książce Tomasza Nocunia Lepsze zdrowie dla każdej kobiety, Lublin 2001)